# Ferdinand Pfammatter

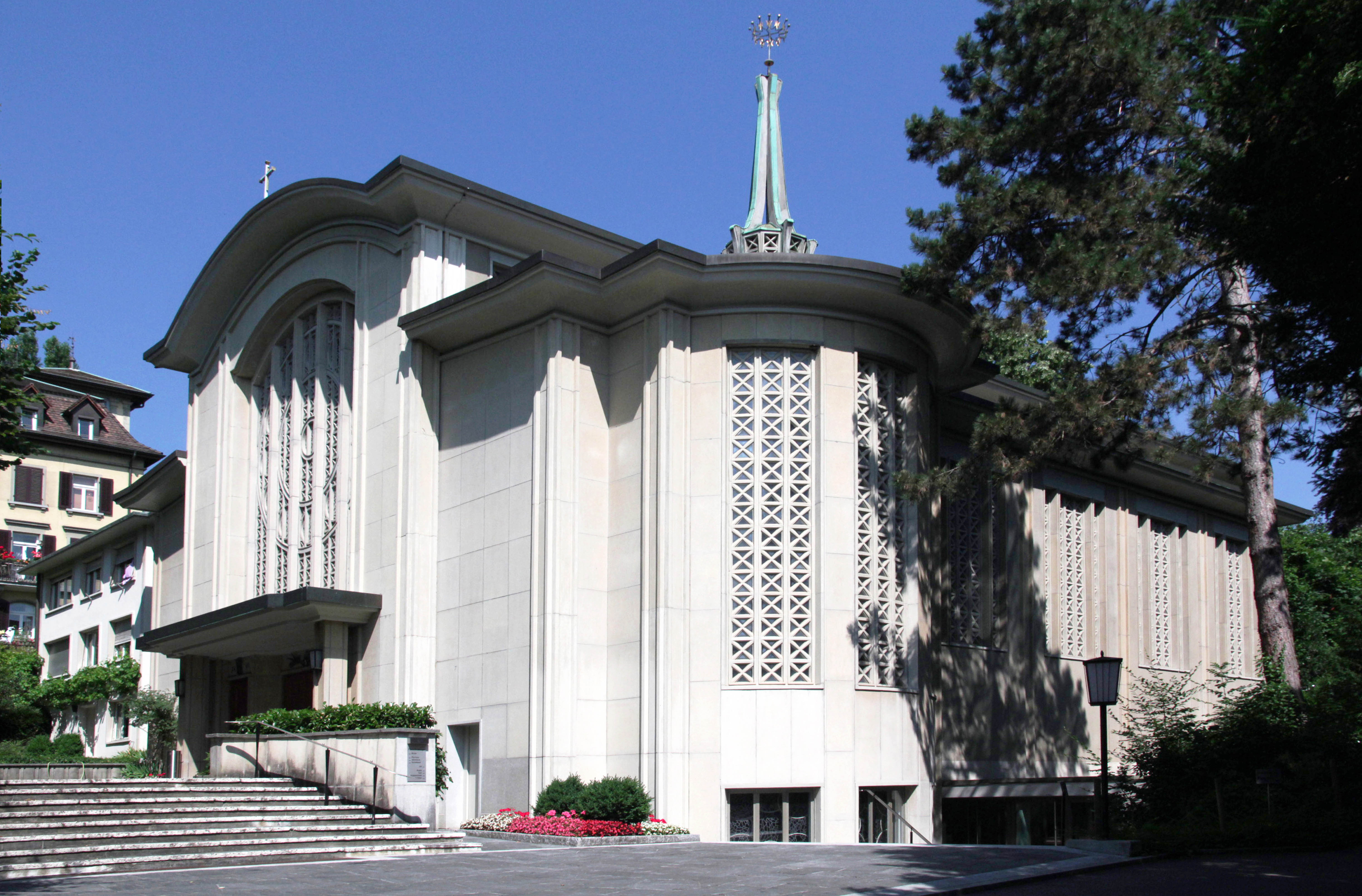
Kirche Dreikönigen, Zürich-Enge (1949–1951)

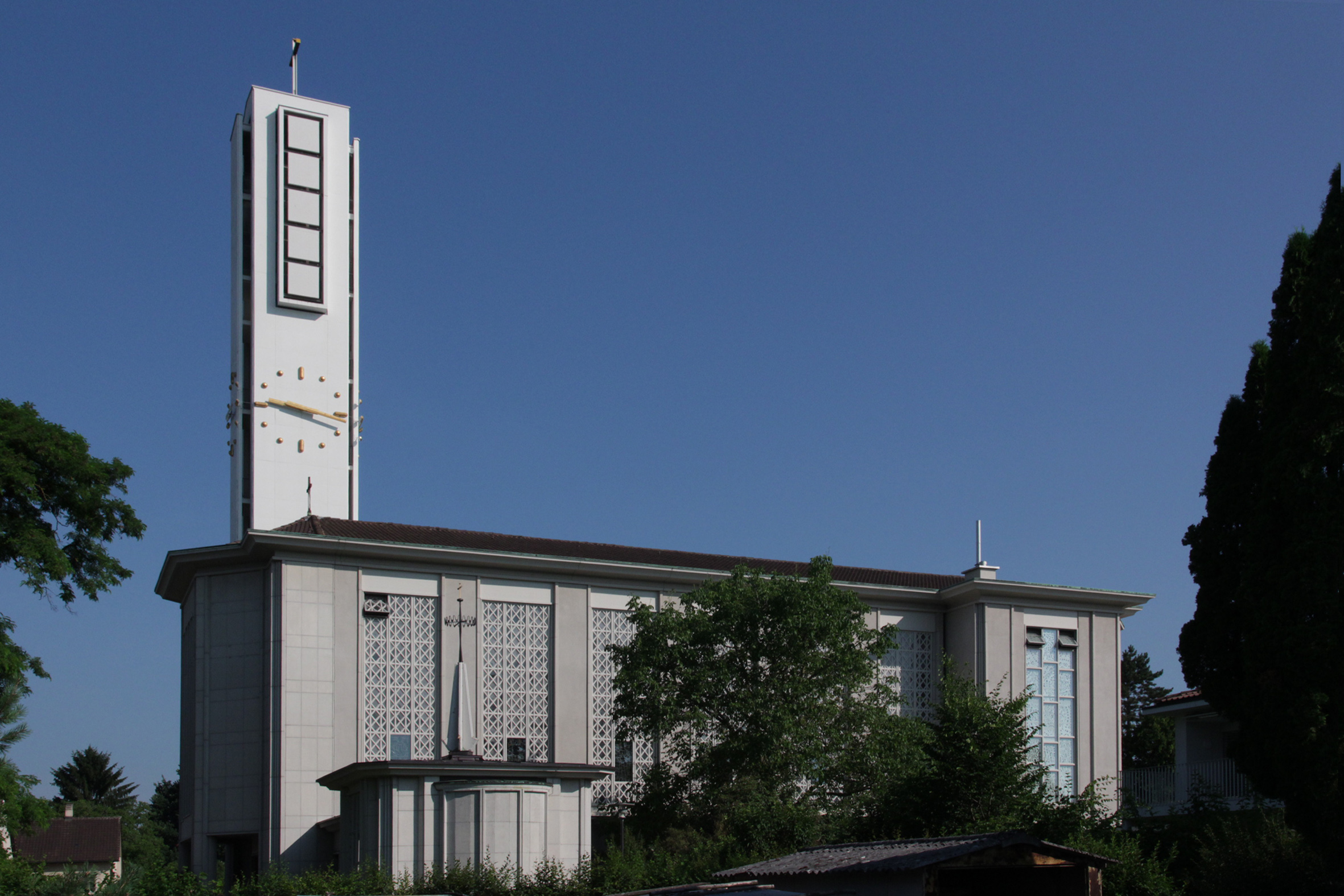
Kirche Maria Frieden, Dübendorf (1950–1952)

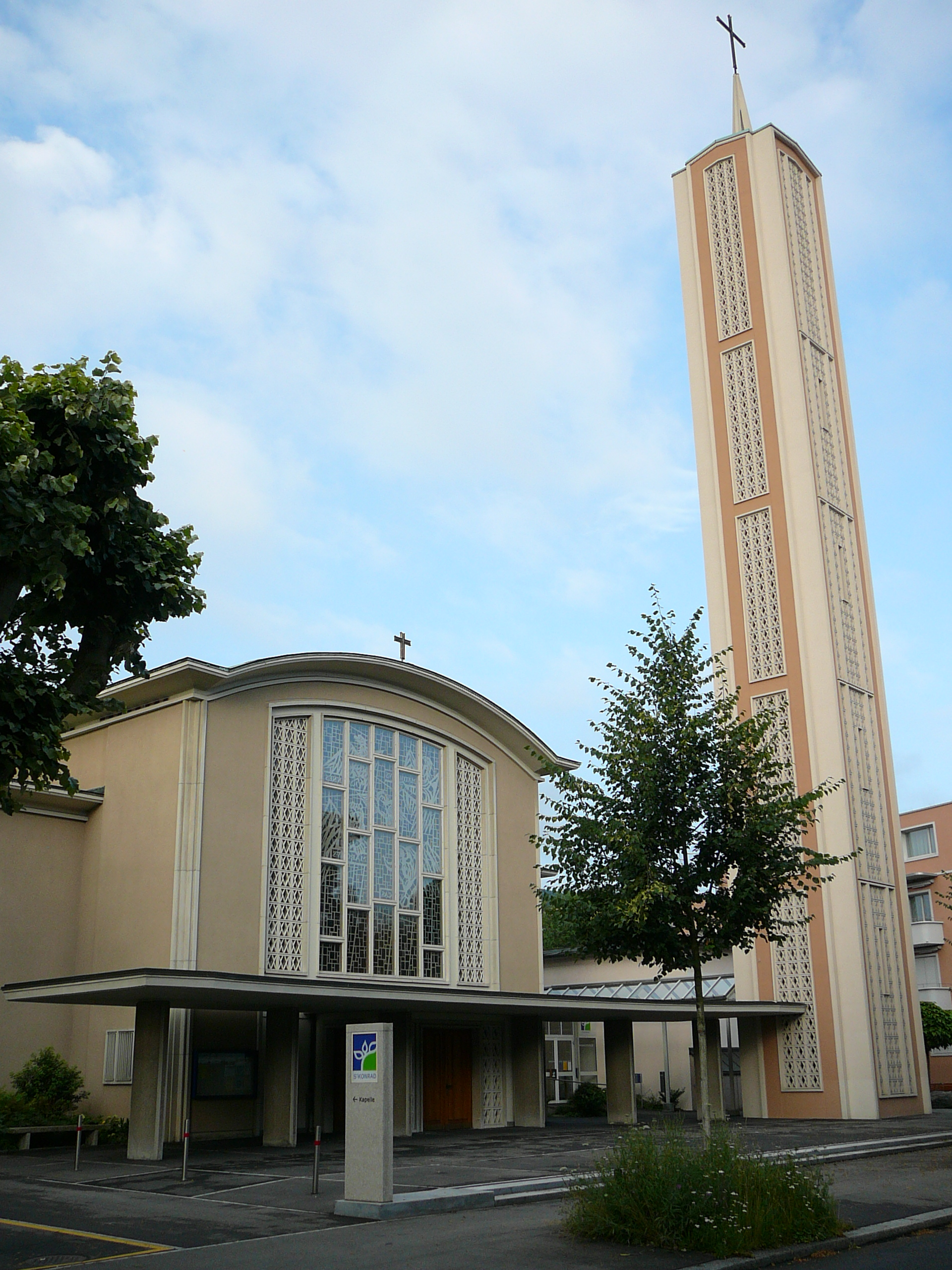
Kirche St. Konrad, Zürich-Albisrieden (1953–1955)

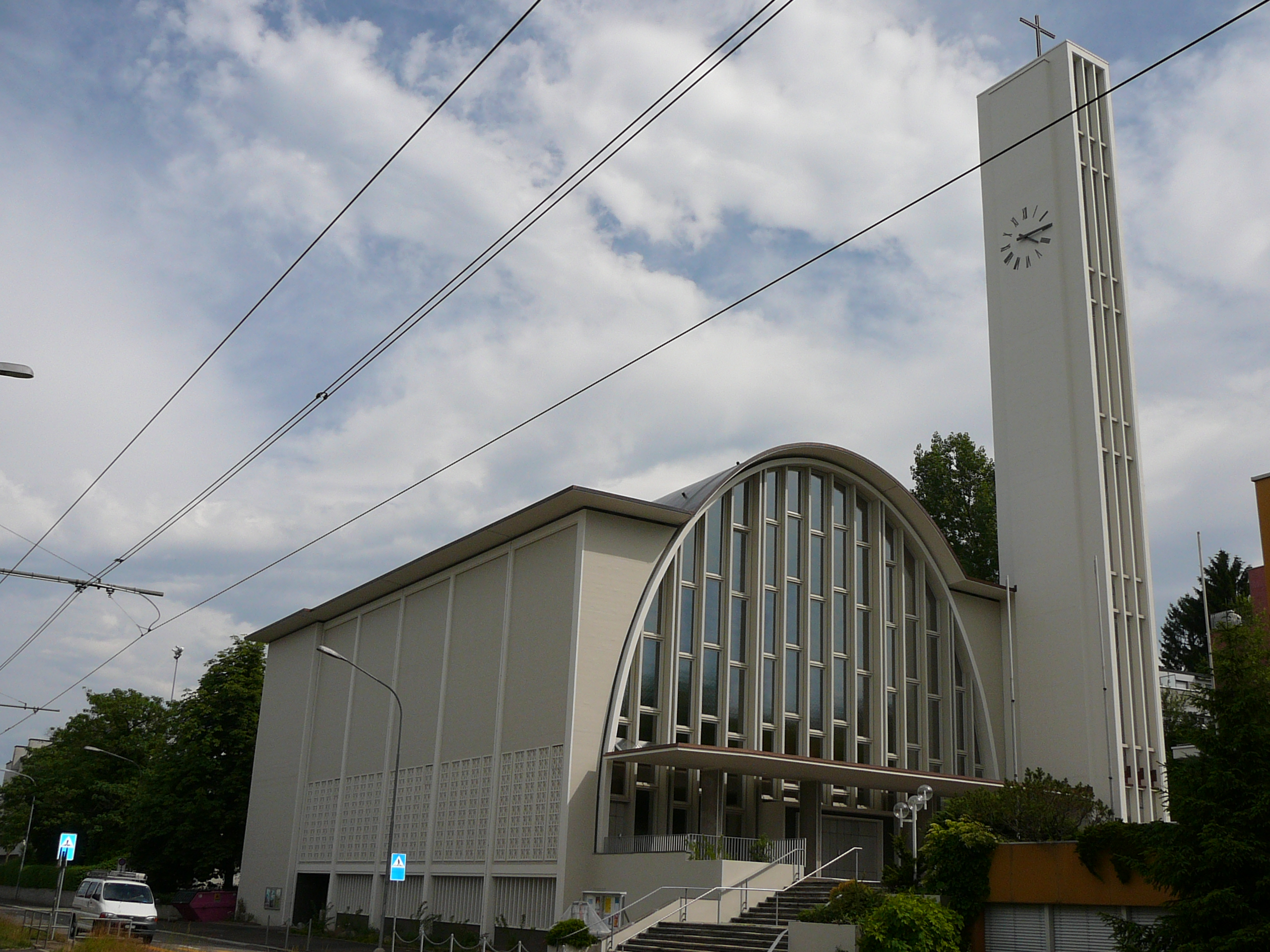
Kirche St. Gallus, Zürich-Schwamendingen (1956–1957)

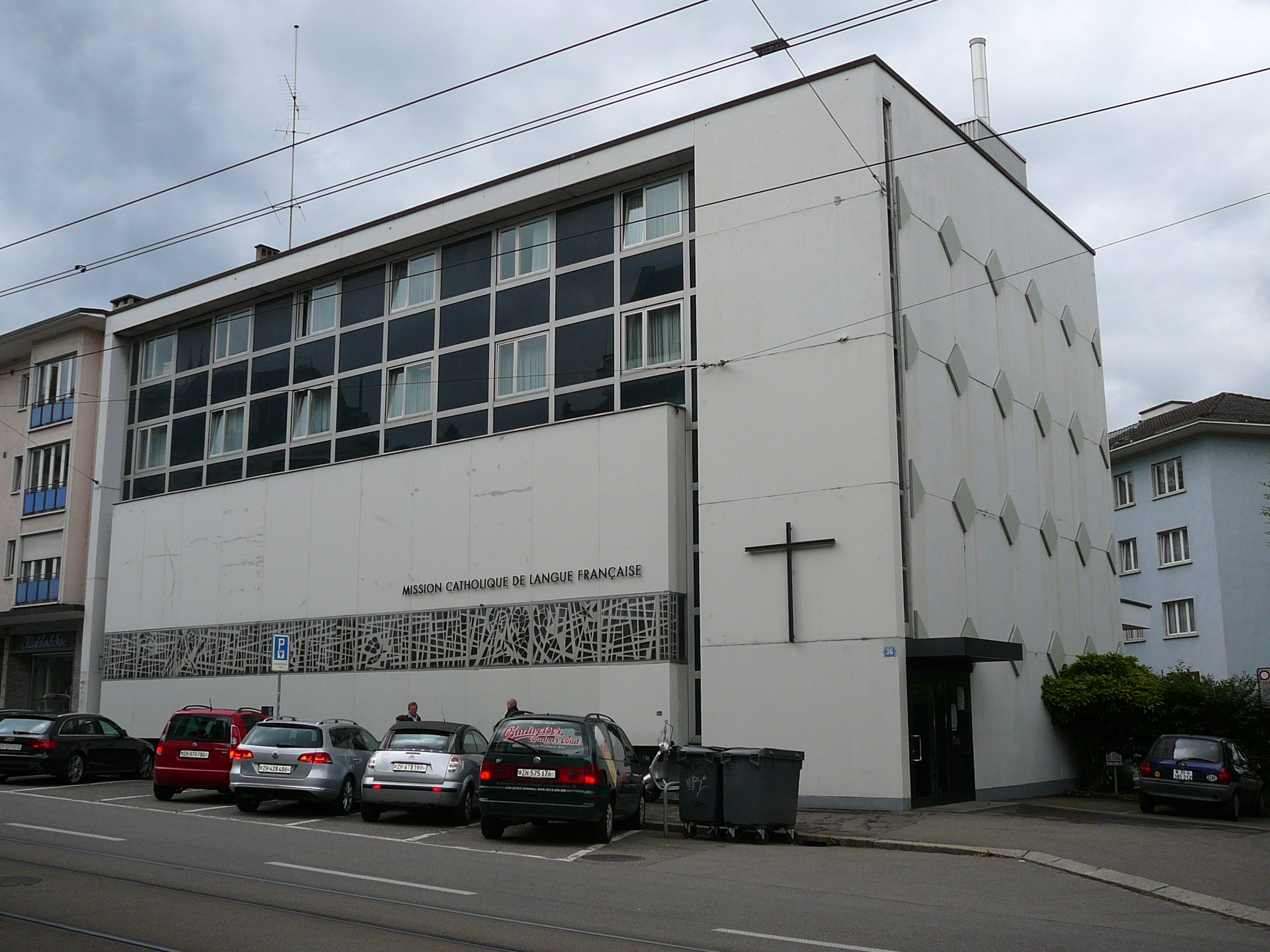
Kirche Sainte Famille, Zürich-Hottingen (1966)

Ferdinand Pfammatter (* 3. November 1916; † 16. Mai 2003 in Berlingen TG) war ein Schweizer Architekt. Er prägte mit seinen Kirchbauten die moderne katholische Kirchenarchitektur mit.

## Leben und Werk
Pfammatter war gebürtiger Walliser, wuchs aber in der katholischen Diaspora Zürichs auf. Er studierte von 1937 bis 1942 an der ETH Zürich Architektur und diplomierte bei Hans Hoffmann. Von 1942 bis 1945 war er Assistent bei William Dunkel. Danach verfasste er seine Dissertation über Betonkirchen, die 1948 beim Benziger-Verlag als Buch erschien.
Zusammen mit Walter Rieger erreichte Ferdinand Pfammatter 1946 den zweiten Preis beim Architekturwettbewerb für die katholische Kirche St. Felix und Regula, Zürich-Hard. Von 1948 bis 1967 betrieben die beiden Architekten ein gemeinsames Büro. In der Zeit schufen Rieger und Pfammatter neben zahlreichen Renovationen, Um- und Anbauten insgesamt elf Kirchen, elf Schulhäuser, einen Kindergarten und neun Geschäftshäuser.
Ferdinand Pfammatter war 1951 Mitbegründer und erster Sekretär der Internationalen Gesellschaft katholischer (heute: christlicher) Künstler SIAC, einer Zweigorganisation der Pax Romana ICMICA.
Nach seiner Trennung und der Auflösung des gemeinsamen Architekturbüros schuf Ferdinand Pfammatter 1970 mit der Kirche St. Fridolin, Siglistorf AG sein letztes kirchliches Werk.

## Würdigung
Die Architekten Pfammatter und Rieger standen in der Tradition der französischen Betonarchitektur. Über die Bauten von Ferdinand Pfammatter heisst es: «Im Werk werden Erinnerungen wach an die französischen Brüder Auguste und Gustave Perret, die in den Zwanzigerjahren als Pioniere der Betonarchitektur galten.»
Die Liturgiebewegung der Katholischen Kirche erhob in den 1930er Jahren die Forderung nach einer räumlichen Zusammenführung von Priester und Gläubigen. Diese Forderung hatte Einfluss auf die Entwicklung der Kirchengebäude der Architekten Pfammatter und Rieger. So zeigen die ersten beiden Kirchenbauten der Architekten, Dreikönigen Zürich-Enge und Maria Frieden Dübendorf, noch eine klare Gestaltung als traditionelle mehrschiffige Longitudinalbauten. Bei der Kirche Dreikönigen ist der Einfluss von Denis Honeggers Kapelle der Universität Misericorde in Fribourg noch klar zu erkennen. Bei der Kirche Maria Frieden rücken Pfammatter und Rieger jedoch bereits von der dreischiffigen Halle ab, indem sie den Raum mit parabelförmigen Betonbindern überspannen. Auch St. Konrad Zürich-Albisrieden stellt vom Grundriss her schon fast einen Zentralbau dar, der mit seinen Quertonnen der Seitenschiffe auf das Vorbild von Notre-Dame du Raincy verweist. Die Kirchen St. Gallus Zürich-Schwamendingen und St. Marien Herrliberg gehen noch weiter in Richtung Einheitsraum mit gewölbter oder zeltförmiger Schale. Das letzte gemeinsame Werk von Pfammatter und Rieger schliesslich, die Kirche Sainte Famille Zürich-Hottingen, vollzieht den Wechsel zum Querbau. Damit setzt diese Kirche die Forderung der Liturgiekonstitution des Zweiten Vatikanischen Konzils konsequent um, indem der Querbau eine halbkreisförmige Bestuhlung möglich macht, sodass die Gläubigen sich nahe um den Altar versammeln können.

## Bauten (Auswahl)
Ferdinand Pfammatter schuf während der Zeit von 1948 bis 1967 zusammen mit Walter Rieger neben zahlreichen Renovationen, Um- und Anbauten insgesamt elf Kirchen, elf Schulhäuser, einen Kindergarten und neun Geschäftshäuser.
- 1948–1949: Schulhaus Sumatra für Knaben des Katholischen Schulvereins Zürich
- 1949–1950: Kirche St. Judas Thaddäus, Eglisau
- 1949–1951: Kirche Dreikönigen, Zürich-Enge
- 1950–1952: Kirche Maria Frieden, Dübendorf
- 1953–1955. Kirche St. Konrad, Zürich-Albisrieden
- 1955: Kirche St. Martin, (Ausführung) Visp VS[7]
- 1955–1956: Kapelle St. Anna, Wädenswil
- 1956: Kirche St. Stefan, Fulenbach SO
- 1956: Kirche St. Marien, Herrliberg
- 1956–1957: Kirche St. Gallus, Zürich-Schwamendingen
- 1959: Kirche Christkönig, Turgi AG
- 1959: Kirche Sacré-Coeur, Sitten VS
- 1966: Kirche Sainte Famille der Mission catholique de la langue française, Zürich-Hottingen
- 1970: Kirche St. Fridolin, Siglistorf AG